# Sapulpa
Sapulpa is een plaats (city) in de Amerikaanse staat Oklahoma, en valt bestuurlijk gezien onder Creek County.

## Demografie
Bij de volkstelling in 2000 werd het aantal inwoners vastgesteld op 19.166.
In 2006 is het aantal inwoners door het United States Census Bureau geschat op 20.871, een stijging van 1705 (8.9%).

## Geografie
Volgens het United States Census Bureau beslaat de plaats een oppervlakte van
48,4 km², waarvan 48,3 km² land en 0,1 km² water.

## Plaatsen in de nabije omgeving
De onderstaande figuur toont nabijgelegen plaatsen in een straal van 12 km rond Sapulpa.